# Jonathan Bender
Jonathan Rene Bender (Picayune, 30 gennaio 1981) è un ex cestista statunitense, professionista nella NBA.

## Carriera
È stato selezionato dai Toronto Raptors al primo giro del Draft NBA 1999 (5ª scelta assoluta).

## Statistiche

### NBA

#### Regular Season
| Anno      | Squadra        | PG  | PT | MP   | TC%  | 3P%  | TL%  | RP  | AP  | PRP | SP  | PP  |
| --------- | -------------- | --- | -- | ---- | ---- | ---- | ---- | --- | --- | --- | --- | --- |
| 1999-2000 | Indiana Pacers | 24  | 1  | 5,4  | 32,9 | 16,7 | 66,7 | 0,9 | 0,1 | 0,0 | 0,2 | 2,7 |
| 2000-2001 | Indiana Pacers | 59  | 7  | 9,7  | 35,5 | 26,8 | 73,5 | 1,3 | 0,5 | 0,1 | 0,5 | 3,3 |
| 2001-2002 | Indiana Pacers | 78  | 17 | 21,1 | 43,0 | 36,0 | 77,3 | 3,1 | 0,8 | 0,2 | 0,6 | 7,4 |
| 2002-2003 | Indiana Pacers | 46  | 2  | 17,8 | 44,1 | 35,8 | 71,4 | 2,9 | 0,9 | 0,2 | 1,2 | 6,6 |
| 2003-2004 | Indiana Pacers | 21  | 0  | 12,9 | 47,2 | 40,9 | 83,0 | 1,9 | 0,4 | 0,2 | 0,5 | 7,0 |
| 2004-2005 | Indiana Pacers | 7   | 0  | 13,3 | 40,0 | 20,0 | 50,0 | 2,0 | 0,6 | 0,1 | 0,3 | 5,1 |
| 2005-2006 | Indiana Pacers | 2   | 0  | 10,5 | 80,0 | -    | 100  | 2,0 | 1,0 | 0,0 | 0,5 | 5,0 |
| 2009-2010 | N.Y. Knicks    | 25  | 1  | 11,7 | 40,0 | 35,9 | 92,3 | 2,1 | 0,6 | 0,1 | 0,7 | 4,7 |
| Carriera  | Carriera       | 262 | 28 | 14,7 | 41,7 | 34,0 | 76,3 | 2,2 | 0,6 | 0,2 | 0,6 | 5,5 |

#### Playoffs
| Anno     | Squadra        | PG | PT | MP   | TC%  | 3P%  | TL%  | RP  | AP  | PRP | SP  | PP  |
| -------- | -------------- | -- | -- | ---- | ---- | ---- | ---- | --- | --- | --- | --- | --- |
| 2000     | Indiana Pacers | 9  | 0  | 2,3  | 66,7 | 100  | 50,0 | 0,3 | 0,0 | 0,1 | 0,0 | 1,3 |
| 2001     | Indiana Pacers | 1  | 0  | 4,0  | 0,0  | -    | -    | 0,0 | 0,0 | 0,0 | 0,0 | 0,0 |
| 2002     | Indiana Pacers | 5  | 0  | 9,0  | 50,0 | 0,0  | -    | 0,8 | 0,4 | 0,4 | 0,6 | 1,2 |
| 2003     | Indiana Pacers | 3  | 0  | 11,3 | 33,3 | 33,3 | 66,7 | 2,3 | 0,0 | 0,0 | 0,7 | 5,7 |
| 2004     | Indiana Pacers | 16 | 0  | 12,5 | 40,6 | 36,0 | 75,0 | 1,8 | 0,4 | 0,1 | 0,9 | 4,8 |
| Carriera | Carriera       | 34 | 0  | 8,9  | 41,2 | 36,1 | 67,9 | 1,2 | 0,3 | 0,1 | 0,6 | 3,3 |

## Palmarès
- McDonald's All-American Game (1999)